# Johan Samuel Creutz

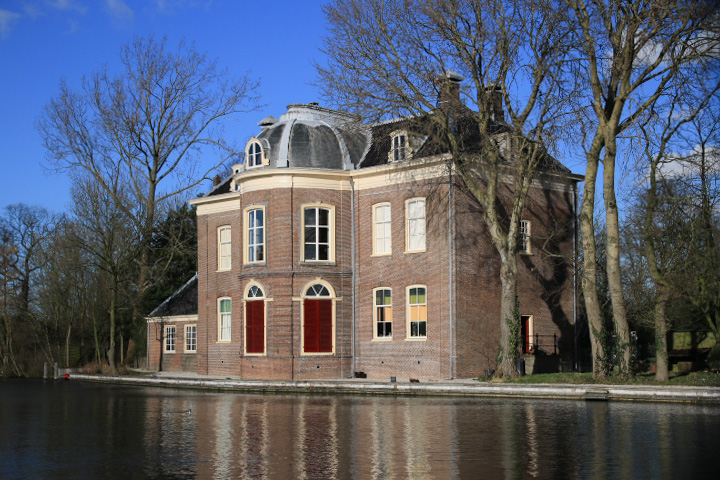
De buitenplaats Rhijnhof bij Leiden

Johan Samuel Creutz (Berlijn 1747 - Sint-Petersburg? na 1809) was een van oorsprong Duitse ingenieur die op het eind van de achttiende eeuw als directeur verbonden was aan de stadsfabriek van Amsterdam. Hij trouwde in november 1773 in Alblasserdam met Charlotte Françoise (ook: Francoisa) de Mey (1750-1822) uit Leiden, een telg uit het sinds 1826 adellijke geslacht De Mey.

## In dienst van de Amsterdamse stadsfabriek

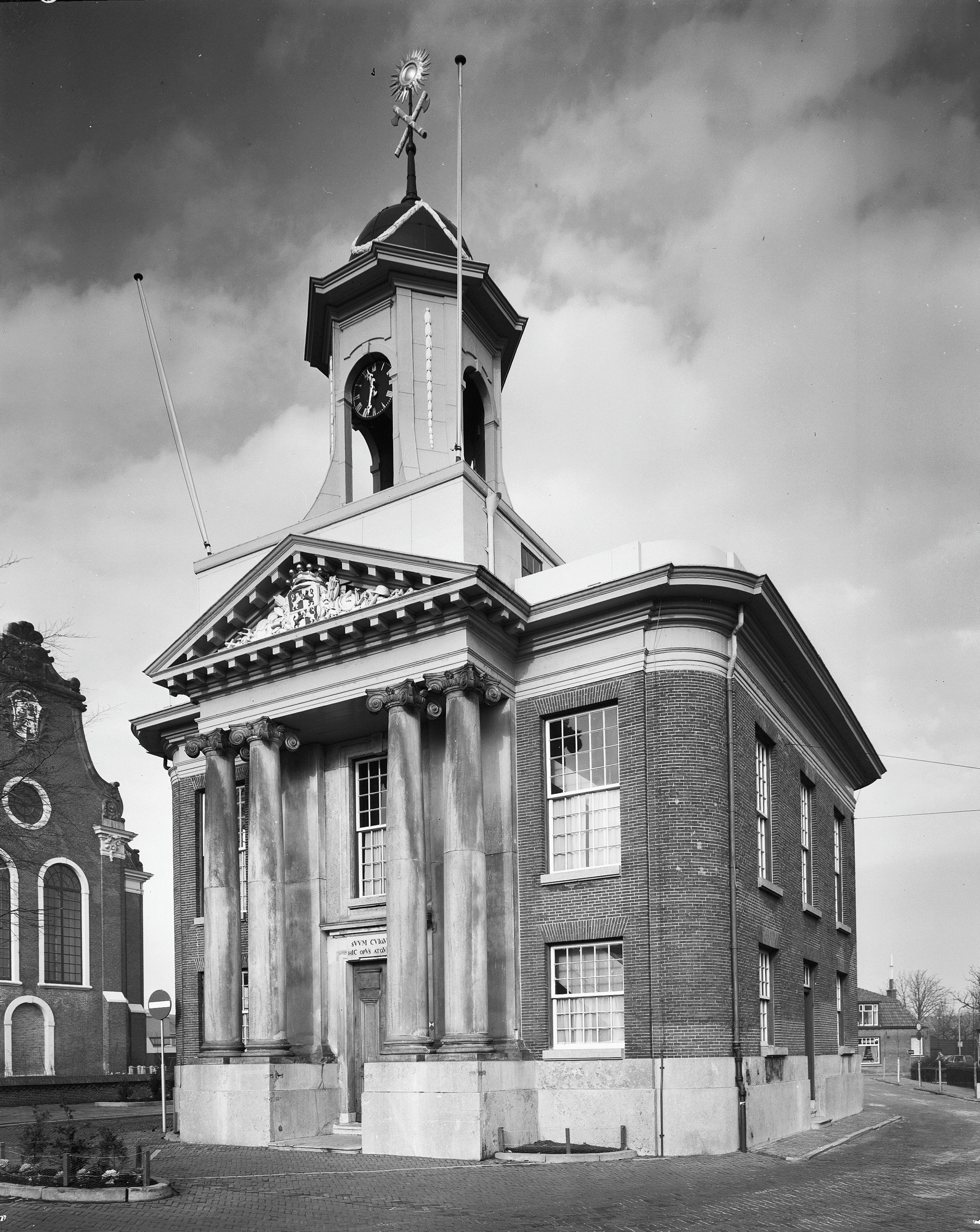
Het Rechthuis van Westzaan

Creutz was reeds op jonge leeftijd naar Nederland geïmmigreerd, waar hij vanaf 1766 een jaar of vijf onder meer filosofie had gestudeerd. Met een getuigschrift van de Leidse hoogleraar Jean Nicolaas Sébastien Allamand op zak wist hij in januari 1772 assistent te worden van de Amsterdamse stadsbouwmeester Cornelis Rauws . Na diens plotselinge dood bij de brand in de Amsterdamse Stadsschouwburg in de zomer dat jaar nam Creutz tijdelijk zijn functie waar, maar als definitief opvolger van Rauws werd Jacob Eduard de Witte benoemd, waarna Creutz onderdirecteur bleef.
Na het ontslag van De Witte wegens bouwfraude in de zomer van 1777 nam Creutz opnieuw diens functie waar, waarbij hij de verbouwing van de Waag op de Dam voltooide. Uiteindelijk werd hij echter slechts samen met Abraham van der Hart en Johan Schilling in een driemanschap met de leiding van de stadsfabriek belast. Zij moesten het ieder ook met een derde van De Wittes salaris doen; alleen omdat zich diens paard en rijtuig niet lieten opdelen, kregen zij elk een vergoeding voor een eigen. Van der Hart werd de eigenlijke stadsarchitect; Schilling kreeg de zorg voor de straten en grachten binnen de poorten; Creutz die over de bruggen en wallen, alsmede de wegen en wateren buiten de poorten. In die functie was hij verantwoordelijk voor de verlaging van de stadswallen in 1783-1785.
Creutz was tien jaar lang in dienst van de Amsterdamse stadsfabriek. Onvrede van het stadsbestuur over vermeende verwaarlozing van zijn taak door een teveel aan particuliere opdrachten zorgde ervoor dat zijn werkgebied al in 1782 drastisch werd ingeperkt. Hij moest de verantwoordelijkheid voor de bruggen afstaan aan Van der Hart, en de graaf-, puin- en modderwerken buiten de stad aan een nieuw aangestelde vierde directeur, Barend Goudriaan.

## Particuliere opdrachten

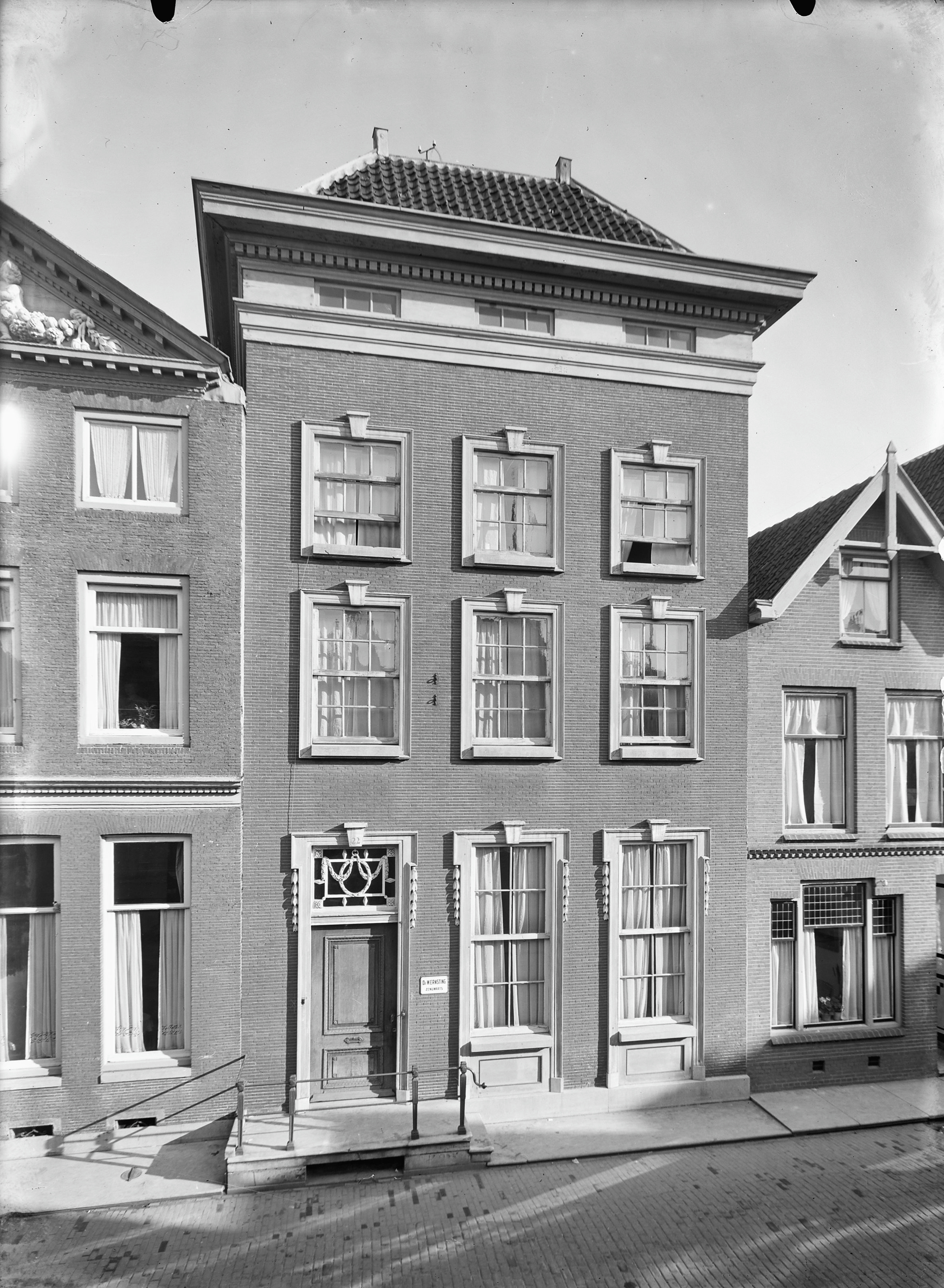
Grote Oost 22 in Hoorn

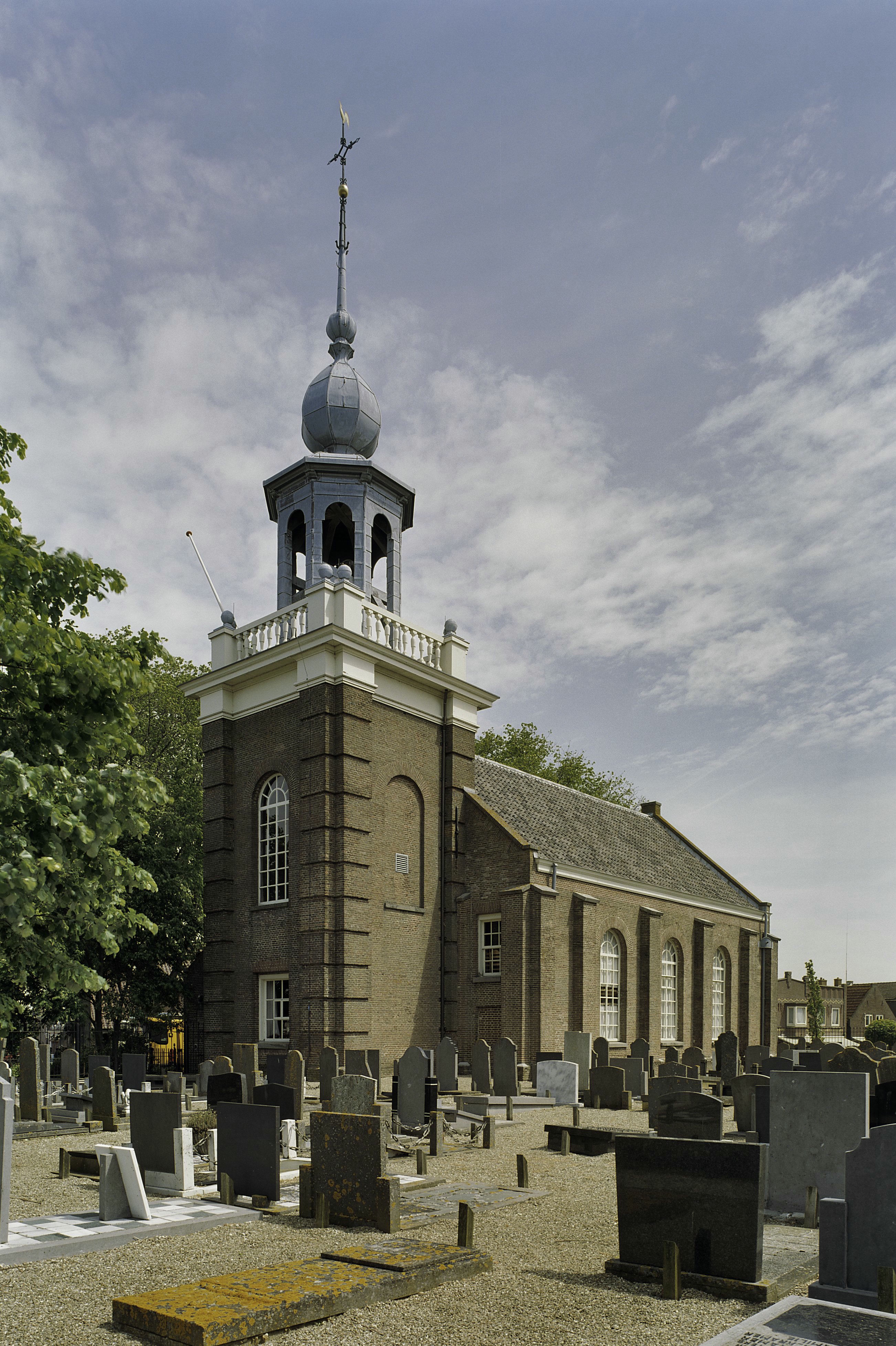
De Hervormde Kerk van Urk

Voor opdrachten op het terrein van de bouwkunst moest hij het daarom sterk van particuliere opdrachten hebben. Van vier gebouwen is tot nu toe bekend dat zij door Creutz ontworpen zijn.
1. De buitenplaats Rhijnhof bij Leiden voor de Amsterdamse koopman Hendrik Sandijk in 1774-1775.[8]
2. Het Rechthuis van Westzaan (1781-1783)[9], in opdracht van de schout van de banne Westzaan, Simon Jongewaard Jr. Het is het oudste gerealiseerde profane gebouw in Nederland met een grote ingangsportiek van (in dit geval vier Ionische) vrijstaande zuilen, dat daarmee tevens een van de eerste belangrijke voorbeelden vormt van de nieuwe neoclassicistische stijl die van de jaren tachtig de toon ging zetten.[10] Drie andere, net iets jongere voorbeelden vormen het allang verdwenen Rechthuis in Westkapelle (1783, Coenraad Kayser), het Teylers Hofje in Haarlem (1785-1787, Leendert Viervant) en het Sint-Jacobsgasthuis in Schiedam (1786-1789, Jan Giudici). Dankzij uitgave van de bouwtekeningen in prentvorm raakte Creutz' ontwerp voor het Rechthuis bij een breder publiek bekend.[11]
3. Het woonhuis Grote Oost 22 in Hoorn (1785) voor Bernardus Blok, secretaris van het College van Gecommitteerde Raden van het Noorderkwartier.[12]
4. De Hervormde Kerk van Urk (1786).[13] De kerk bestaat nog, de bekroning van de toren werd tweemaal, in 1896 en in 1954, door een nieuwe vervangen. Dat het eiland in 1660 door de stad Amsterdam was aangekocht, verklaart de opdracht; elk jaar werd het door een stedelijke waterbouwkundige voor inspectie van de zeewering bezocht, terwijl voor grotere opdrachten automatisch de stadsfabriek werd ingeschakeld.[14]

Daarnaast nam Creutz net als zijn voorganger De Witte vergeefs deel aan de prijsvraag voor het Stadhuis van Groningen (1775). Voorts maakte hij in 1781 een onuitgevoerd geleven ontwerp voor een nieuwe Hervormde kerk in Krommenie.
Creutz was vanaf 1783 lid van de Hollandsche Maatschappij der Wetenschappen in Haarlem, waar hij in de commissie voor werktuig- en scheikunde actief zou zijn. Al in 1781 publiceerde hij een brochure over het uitbaggeren van het IJ. De door hem uitgedachte moddermolen bleek in 1785 echter in de praktijk onbruikbaar en betekende voor Creutz een enorme financiële strop.

## Vertrek naar Rusland
Op 20 juni 1787 nam hij plotseling om onopgehelderde redenen ontslag, om met achterlating van vrouw en dochter als genie-officier naar Rusland te vertrekken. Over zijn verdere loopbaan is weinig bekend. Begin 1793 dong hij vanuit Sint-Petersburg nog mee bij een prijsvraag van de Hollandsche Maatschappij met een verhandeling onder de titel Description d'un Epiflottant; tijdens het Koninkrijk Holland was hij blijkens vermelding in de Koninklijke Almanak nog lid en in leven. Hij moet tussen 1809 en 1821 in Rusland zijn overleden.